# Anastigmaat
Onder een anastigmaat of anastigmatisch lenzenstelsel wordt verstaan een lenzenstelsel verstaan waarin de vroeger beruchte afbeeldingsfout astigmatisme is gecorrigeerd. Deze astigmatismecorrectie wordt in eerste instantie gerealiseerd door het sagittale en het meridionale beeld (zie nevenstaande afbeelding) te laten samenvallen. Met enkelvoudige lenzen is dit fysisch niet mogelijk.

## Ontwikkeling en toepassing
Het eerste anastigmatische objectief was de in 1890 door Paul Rudolph voor Zeiss ontwikkelde Protar, die uit vier lenzen bestond. De eenvoudigste anastigmaat was het niet lang daarna ontwikkelde Cooke-triplet, dat uit een convexe, een concave en nog een convexe lens bestaat. Op dit Cooke-triplet zijn later vele belangrijke lenzenstelsels gebaseerd, waaronder de bekende Tessar van Zeiss, die uit vier lenzen bestaat. Hier is de laatste lens van het triplet vervangen door een combinatie van een opeen gekitte concave en convexe lens, die samen positief zijn.
De bekende Gaussobjectieven bestaan uit twee groepen van elk drie lenzen, waarbij elk van deze groepen gewoonlijk ook een anastigmaat is. Oorspronkelijk ging het hierbij om streng symmetrische ontwerpen, maar later ook complexere, niet-symmetrische.
Alle hoogwaardige lenzenstelsels zijn tegenwoordig als anastigmaat uitgevoerd. Vaak betreft het varianten van het triplet of van het Gaussobjectief. Uitzonderingen zijn bijzondere gevallen waar slechts een klein gezichtsveld wordt afgebeeld, zoals objectieven van verrekijkers.